# آلساندرو نیوولا
آلساندرو نیوولا (انگلیسی: Alessandro Nivola؛ زادهٔ ۲۸ ژوئن ۱۹۷۲) هنرپیشه اهل ایالات متحده آمریکا است. وی از سال ۱۹۹۵ میلادی تاکنون مشغول فعالیت بوده‌است.
از فیلم‌هایی که وی در آن نقش داشته‌است، می‌توان به چیمریکا، تغییر چهره، جون‌باگ، پارک ژوراسیک ۳ و چشم، شیطان نئونی، کوکو قبل از شانل، اختراع ابوت‌ها، تو هرگز واقعاً اینجا نبودی، میعادگاه غوطه ور دریای سرخ، من تو را می‌خواهم، بهترین طرح‌های ارائه شده، دختری در پارک، جادوگر دروغ‌ها، جینجر و رزا، پاکسازی، جینی جونز، زوزه بکش، پنج دلار در روز، گربه وحشی و فیلم درحال ساخت کریون شکارچی اشاره کرد.